# Avatr 12
L'Avatr 12 (prononcé One Two) est une berline sportive électrique du constructeur automobile chinois Avatr produite à partir de 2023 en Chine. Elle est le second modèle du constructeur, après le SUV Avatr 11, née de la coentreprise entre Chang'an Automobile, CATL et Huawei.

## Présentation

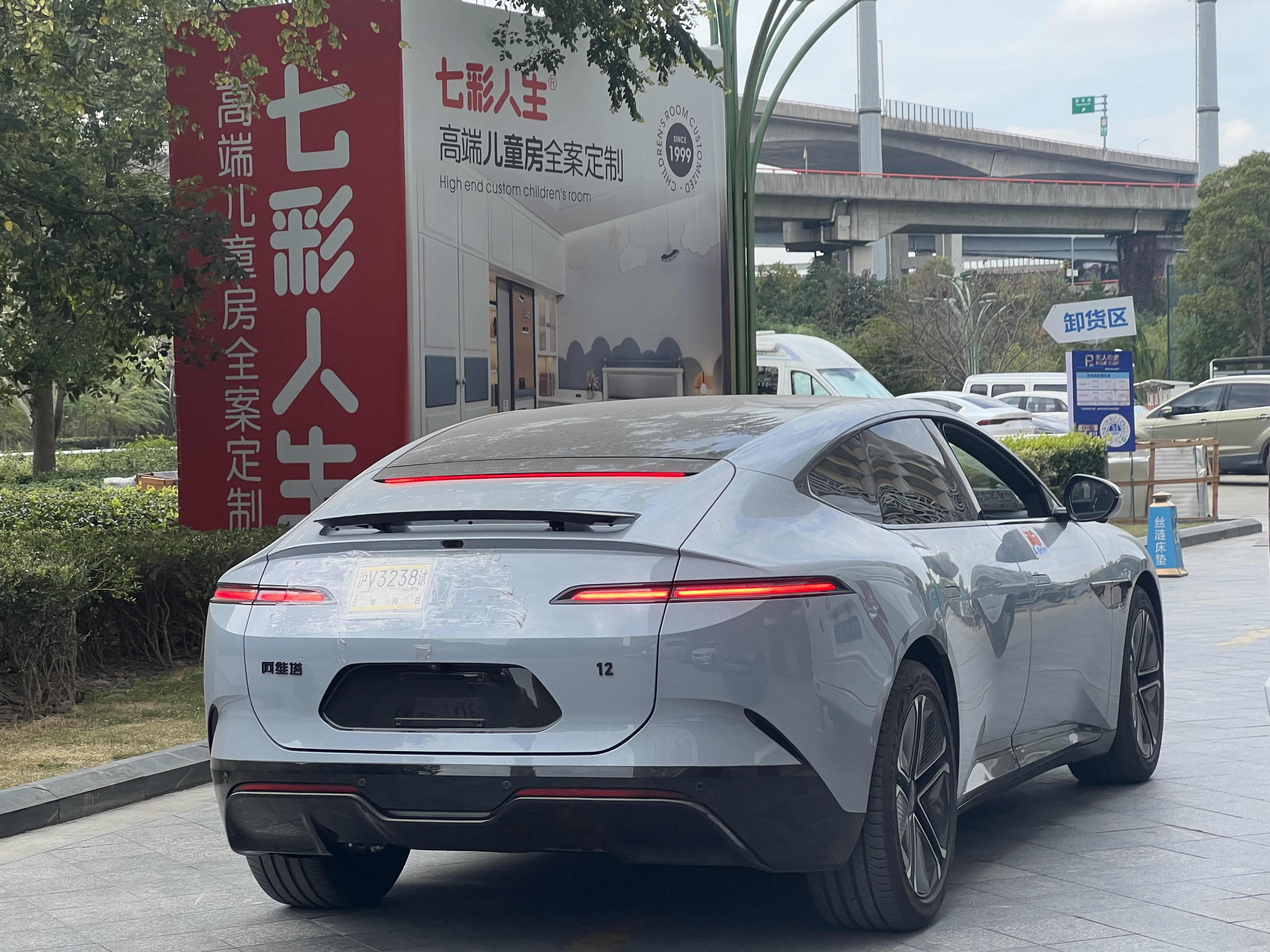
Avatr 12 arrière

L'Avatr 12 est présentée simultanément au salon de Monaco et au salon de Munich en septembre 2023.

## Caractéristiques techniques
Comme la Polestar 4, l'Avatr 12 présente la particularité d'être dénuée de custode arrière.

### Motorisations
| Logo de Avatr                            | Avatr 12                       | Avatr 12                                |         |
| Logo de Avatr                            | Single motor RWD               | Dual motor AWD                          |         |
| ---------------------------------------- | ------------------------------ | --------------------------------------- | ------- |
| Type de moteur                           | Synchrone à aimants permanents | Synchrone à aimants permanents          |         |
| Puissance moteur électrique (kW)         | arrière : 230                  | avant : 195 arrière : 230 cumulée : 425 |         |
| Puissance maximale (ch)                  | 313                            | 578                                     |         |
| au régime de (tr/min)                    |                                |                                         |         |
| Couple maximal (N m)                     | 370                            | avant : 280 arrière : 370 cumulée : 650 |         |
| au régime de (tr/min)                    |                                |                                         |         |
| Transmission                             | Traction                       | Intégrale                               |         |
| Vitesse maximale (km/h)                  | 215                            | 220                                     |         |
| 0-100 km/h (s)                           | 6,7                            | 3,9                                     |         |
| Masse à vide (kg)                        | 2205                           | 2325                                    |         |
| Batterie                                 |                                |                                         |         |
| Type                                     | Lithium                        | Lithium                                 | Lithium |
| Capacité brute (kWh)                     | 94.5                           | 94.5                                    |         |
| Capacité utile (kWh)                     |                                |                                         |         |
| Autonomie (WLTP) (km)                    | 560                            | 520                                     |         |
| Consommation en cycle mixte (kWh/100 km) |                                |                                         |         |
| Consommation en ville (kWh/100 km)       |                                |                                         |         |
| Masse de la batterie (kg)                |                                |                                         |         |
| Temps de recharge                        |                                |                                         |         |
| sur une prise Wallbox 3,7 kW (0 à 100 %) |                                |                                         |         |
| sur une borne 11 kW (0 à 100 %)          | 11h00                          | 11h00                                   |         |
| sur une borne 240 kW (DC) (0 à 80 %)     | 30 minutes                     | 30 minutes                              |         |